# Barkley Marathons

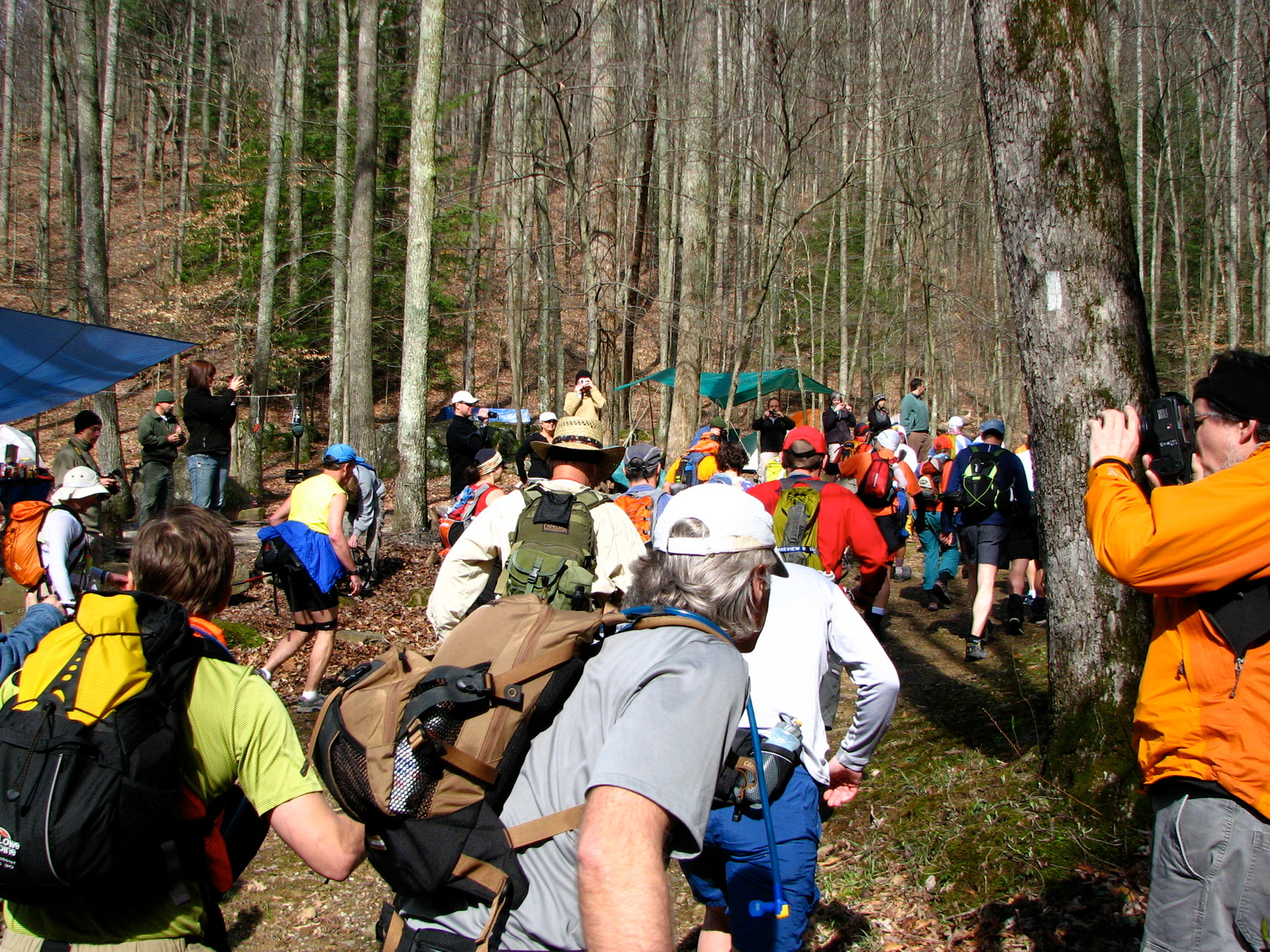
De start van de Barkley Marathons in 2009

De Barkley Marathons is een  loopwedstrijd van 160 km (100 mijl) die jaarlijks georganiseerd wordt in het Frozen Head State Park in de Amerikaanse staat Tennessee. De wedstrijd wordt omschreven als de meest uitdagende ultraloop ter wereld.

## Geschiedenis
De wedstrijd is geïnspireerd op James Earl Ray, de moordenaar van Martin Luther King. Ray wist in 1977 te ontsnappen uit de gevangenis en was bijna 60 uur op de vlucht. In die tijdspanne legde hij slechts negentien kilometer af door het ruige landschap. Ultraloopontwerper Gary Cantrell vond dat maar een magere prestatie en bedacht in 1986 de ultramarathon. Het evenement werd vernoemd naar Barry Barkley, een buur en loopgezel van Cantrell.
De eerste jaren bedroeg de totale afstand zo’n vijfentachtig kilometer. In 1989 werd de wedstrijd voor het eerst over 160 kilometer georganiseerd. De Brit Mark Williams was in 1995 de eerste die de volledige afstand uitliep. Hij deed dat in een tijd van 59u28'48". Sindsdien slaagden nog 20 andere lopers er ook in om de finish te bereiken.

## Opzet
Het parcours van de Barkley Marathons bestaat uit vijf lussen van twintig mijl (tweeëndertig kilometer). Om de wedstrijd uit te lopen, moeten de deelnemers de vijf lussen afleggen binnen zestig uur. Over elke lus mogen ze maximaal twaalf uur doen. Wie tijd over heeft, mag tussen twee lussen even rusten. De hoogtemeters over het volledige traject worden geschat op 18.000 meter.
Aan de wedstrijd mogen maximaal veertig deelnemers meedoen. Zij krijgen enkel een kaart en kompas mee. Deelnemers dienen bij hun eerste deelname een nummerplaat van hun land mee te brengen of anders een pakje sigaretten. 
Een uur voor aanvang van de wedstrijd wordt er op een schelp geblazen. Het startschot zelf bestaat uit het aansteken van een sigaret. De eerste en derde lus worden in wijzerzin gelopen, de tweede en vierde in tegenwijzerzin. Aan de vijfde lus starten de resterende deelnemers afwisselend in wijzer- en tegenwijzerzin.

## Edities
Over alle edities heen zijn er slechts twintig deelnemers die de wedstrijd uitgelopen hebben.
| Editie | Jaar | Naam                                           | Tijd                          |
| ------ | ---- | ---------------------------------------------- | ----------------------------- |
| 10     | 1995 | Mark Williams                                  | 59u28'48"                     |
| 16     | 2001 | David Horton Blake Wood                        | 58u21'00" 58u21'01"           |
| 18     | 2003 | Ted Keizer                                     | 56u57'52"                     |
| 19     | 2004 | Mike Tilden Jim Nelson                         | 57u25'18" 57u28'25"           |
| 23     | 2008 | Brian Robinson                                 | 55u42'27"                     |
| 24     | 2009 | Andrew Thompson                                | 57u37'19"                     |
| 25     | 2010 | Jonathan Basham                                | 59u18'44"                     |
| 26     | 2011 | Brett Maune                                    | 57u13'33"                     |
| 27     | 2012 | Brett Maune (2) Jared Campbell John Fegyveresi | 52u03'08" 56u00'16" 59u41'21" |
| 28     | 2013 | Nick Hollon Travis Wildeboer                   | 57u39'24" 58u41'45"           |
| 29     | 2014 | Jared Campbell (2)                             | 57u53'20"                     |
| 31     | 2016 | Jared Campbell (3)                             | 59u32'30"                     |
| 32     | 2017 | John Kelly                                     | 59u30'53"                     |
| 37     | 2023 | Aurélien Sanchez John Kelly (2) Karel Sabbe    | 58u23'12" 58u42'23" 59u53'33" |
| 38     | 2024 | Ihor Verys                                     | 58u44'59"                     |
| 38     | 2024 | John Kelly (3)                                 | 59u15'38"                     |
| 38     | 2024 | Jared Campbell (4)                             | 59u30'32"                     |
| 38     | 2024 | Greig Hamilton                                 | 59u38'42"                     |
| 38     | 2024 | Jasmin Paris                                   | 59u58'21"                     |

## Belgische en Nederlandse deelnemers
De Belgen Karel Sabbe (2019, 2022 en 2023), Merijn Geerts (2022), Wouter Hamelinck (2010 en 2012), Thomas Van Woensel (2023) en Raphaël Daco (2025) hebben deelgenomen aan de Barkley Marathons. Sabbe liep de ultraloop uit bij zijn derde deelname. Voor Nederland namen Michiel Panhuysen (2016), Hinke Schokker (2022) en Thomas Dunkerbeck (2022 en 2024) deel aan de wedstrijd.